# Алфхейм
«Алфхейм» (норв. Alfheim) — норвежский футбольный стадион в городе Тромсё. Был открыт в 1987 году, рассчитан на 6 859 зрителей. Является домашней ареной самого северного клуба в европейском футболе — «Тромсё».

## Описание
Официальное открытие стадиона состоялось 18 июля 1987 году, на нём расположены многочисленные офисы, рестораны, магазины и конференц-залы, на самом стадионе есть 26 отдельных ВИП-лож. Игровое поле размером 105×68 метров выполнено из искусственного покрытия, освещение 1 400 люкс. Рекорд посещаемости на стадионе был зафиксирован в 1990 году, тогда на матч против «Русенборга» пришло 10 225 человек.

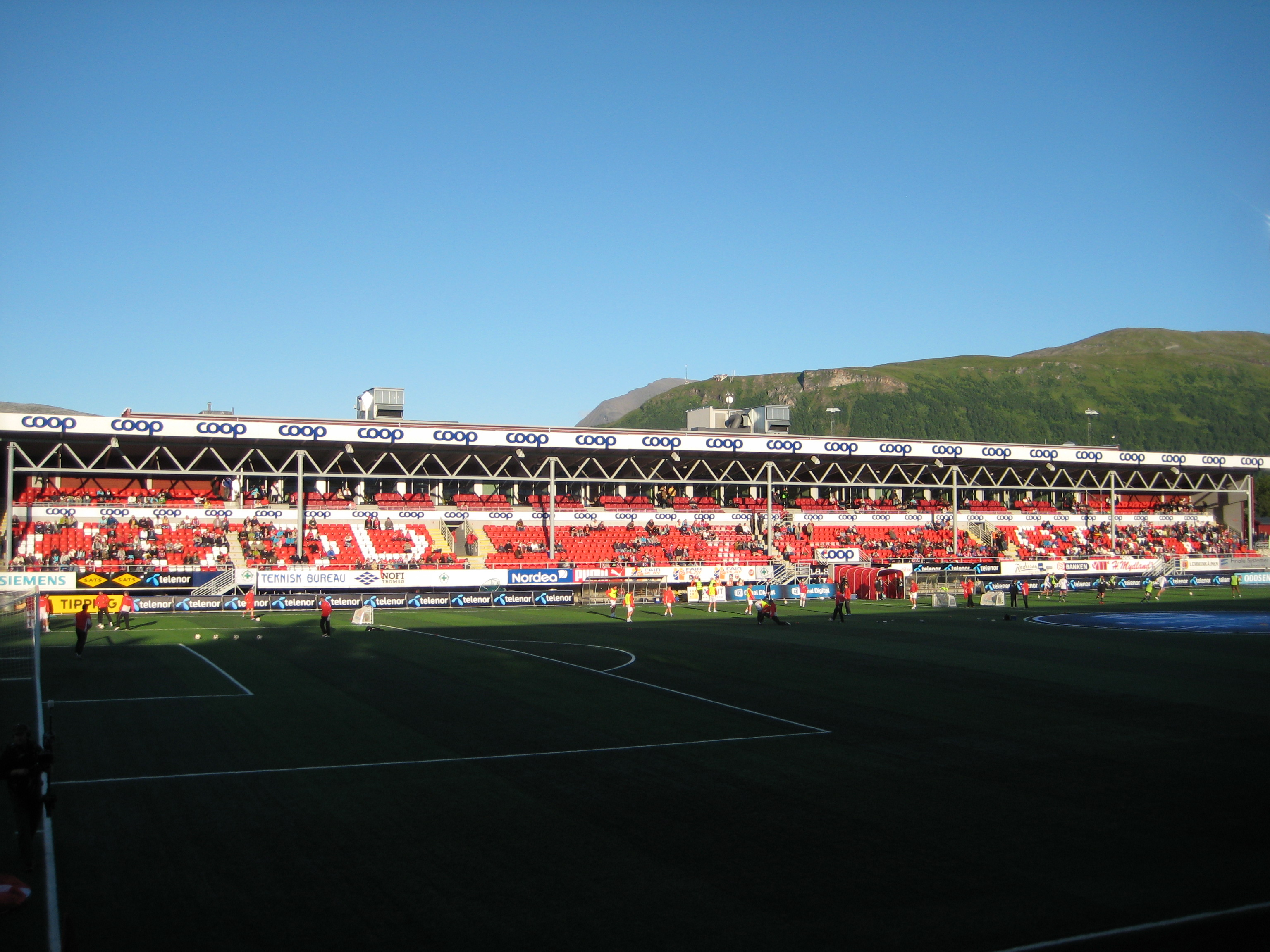
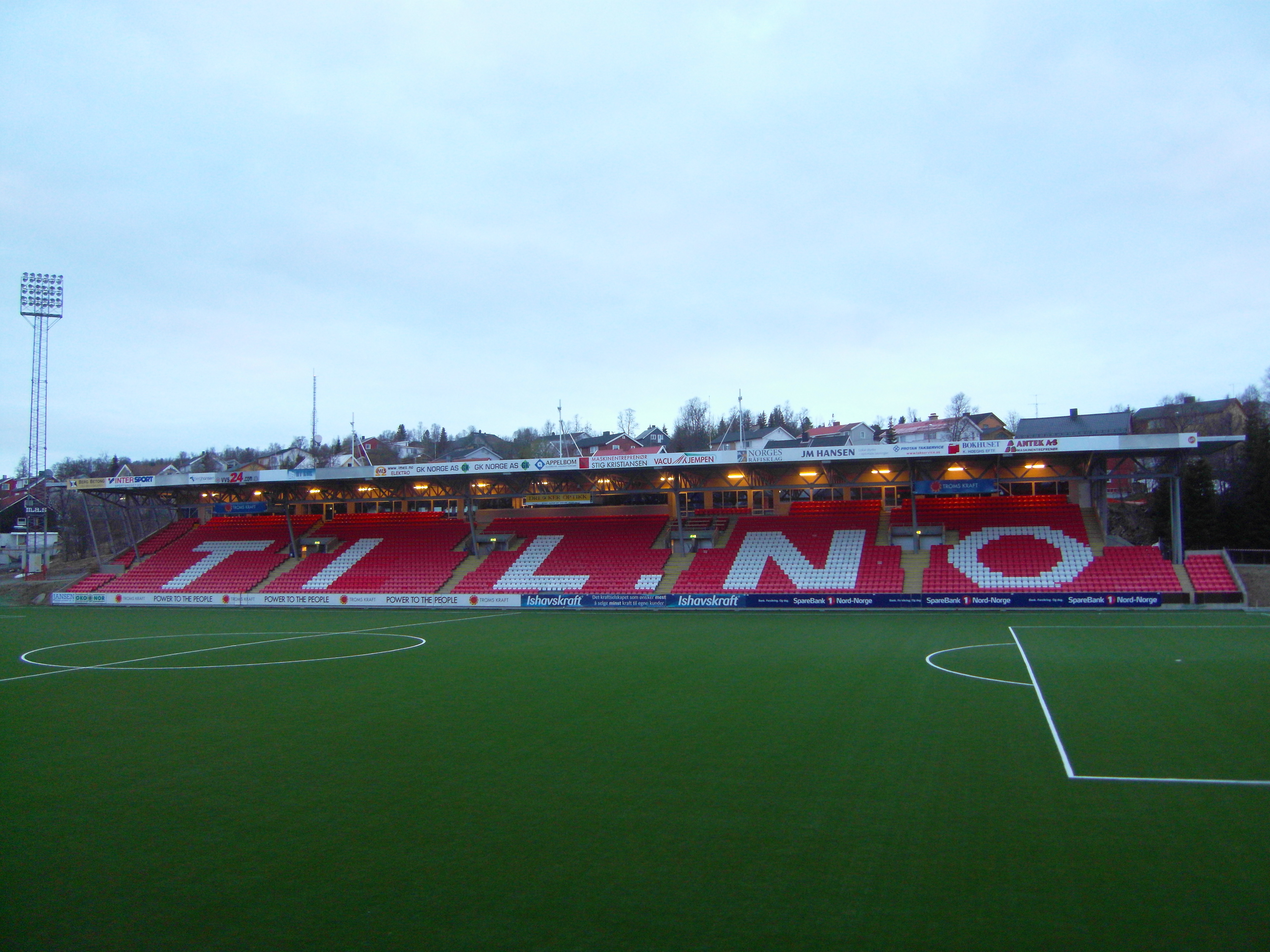
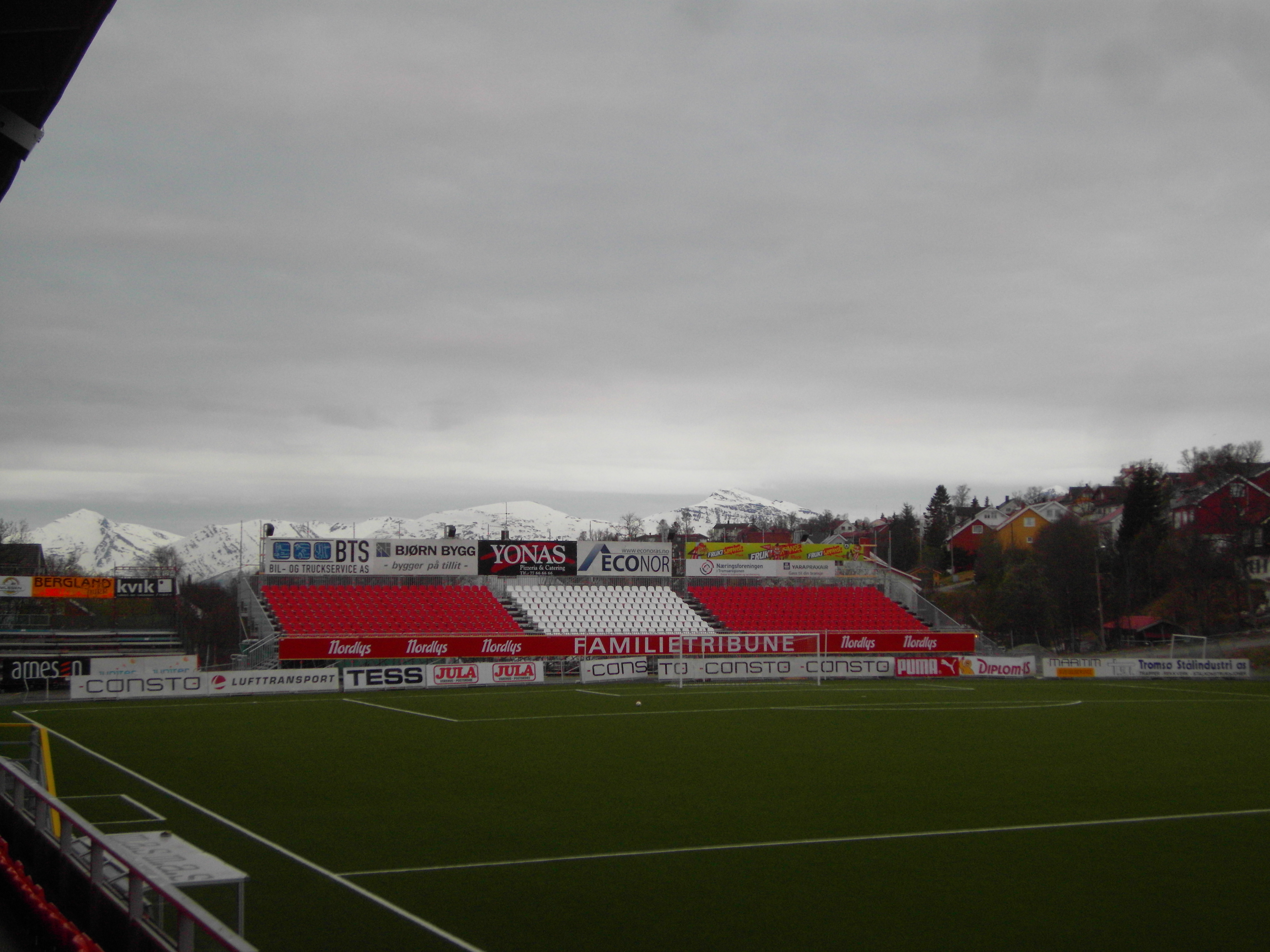